# Savina Cuéllar
Savina Cuéllar Leaños (Ichupampa, Bolivia; 30 de enero de 1963) es una política y dirigente campesina boliviana, que formó parte de la bancada del Movimiento al Socialismo del Gobierno de Evo Morales Ayma, asambleísta constituyente (2006) y posteriormente pasó a una fuerte oposición al movimiento al socialismo. Fue también prefecta y comandante general electa del departamento de Chuquisaca.

## Biografía
Savina Cuéllar nació el 30 de enero de 1963 en la comunidad quechua de Ichupampa en el municipio de Tarabuco de la provincia de Yamparáez. Es hija de Martín Cuéllar y de Ana Leaños.
El año 1977 y con apenas 14 años de edad, Savina fue elegida dirigenta del club de madres en su pequeña comunidad de Ichhupampa. En 1980, se desempeñó como secretaria ejecutiva de la Federación de Mujeres Campesinas Bartolina Sisa de Chuquisaca durante el gobierno de la presidenta Lidia Gueiler Tejada. Después de ingresar muy joven a la vida sindical, Savina Cuéllar se casó y tuvo 7 hijos, pero tiempo después quedaría viuda, dedicándose a las laborales de agricultura.
En 1993, se trasladó a vivir a la ciudad de Sucre donde se dedicaría a vender ropa americana.

### Asamblea Constituyente (2006-2008)
Savina Cuéllar ingresó a la vida política del país a sus 43 años de edad, cuando en representación del partido Movimiento al Socialismo decide participar en las elecciones de junio de 2006 para la elección de asambleístas constituyentes que redactarían la nueva constitución política.
Logra ganar y acceder a dicho cargo permaneciendo desde 2006 hasta 2008. Pero cabe mencionar que Savina Cuéllar renunciaría al MAS-IPSP, por tener diferencias con su partido en cuanto al tema del traslado de poderes del Estado que exigía Sucre en la Constituyente.
Prefecta Y Comandante Del Departamento De Chuquisaca (2008-2009)
En unas elecciones convocadas por la corte electoral de Chuquisaca en el año 2008 la líder indígena Quechua Savina Cuéllar Leaños    representante de la Alianza Comité Interinstitucional gana las elecciones para la prefectura con un 55,5% frente a su adversario Walter Valda del Movimiento al Socialismo que obtuvo un 40,5%, Savina  Cuéllar, comerciante de ropa usada, se distanció del presidente Morales en diciembre de 2007, cuando la oposición de Sucre -capital de Chuquisaca- a una nueva Constitución desató una crisis que se saldó con tres universitarios muertos y decenas de heridos. 
Savina Cuéllar fue prefecta del departamento de Chuquisaca durante los períodos de 2008 y 2009 por un tiempo aproximado de 1 año y 10 meses.
Reconocimientos
tres reconocimientos en Santa Cruz: 
- Personaje del año 2008 de El DEBER, 
- bandera de oro por el Comité pro Santa Cruz y otro del Comité Cívico Femenino.
Además, una distinción del Colegio Nacional de Arquitectos y otros en Chuquisaca, de varios municipios. 
Nombrada varias veces como huésped ilustre en los municipios del departamento de Chuquisaca.